# Lucrezia Panciatichi (Bronzino)
El retrato de Lucrezia Panchiatichi es uno de los cuadros más conocidos del pintor Italiano Bronzino. Está realizado en óleo sobre tabla, y fue pintado en 1540, encontrándose actualmente en la Galería Uffizi, Florencia, Italia.
Agnolo di Cosimo, llamado Il Bronzino, fue un destacado retratista de la época manierista, muy influido por Pontormo. Son retratos de la nobleza, muy distinguidos y elegantes en la pose y las vestimentas. Existe cierto desdén aristocrático en la expresión de la modelo. Está sentada frente a un fondo bastante oscuro, pero en el que se entrevé una estructura arquitectónica renacentista. Existe un retrato similar de su cónyuge, Bartolomeo Panciatichi.
Esta pintura es usualmente confundida en la red con la imagen de Erzsebet Bathory.

## Galería

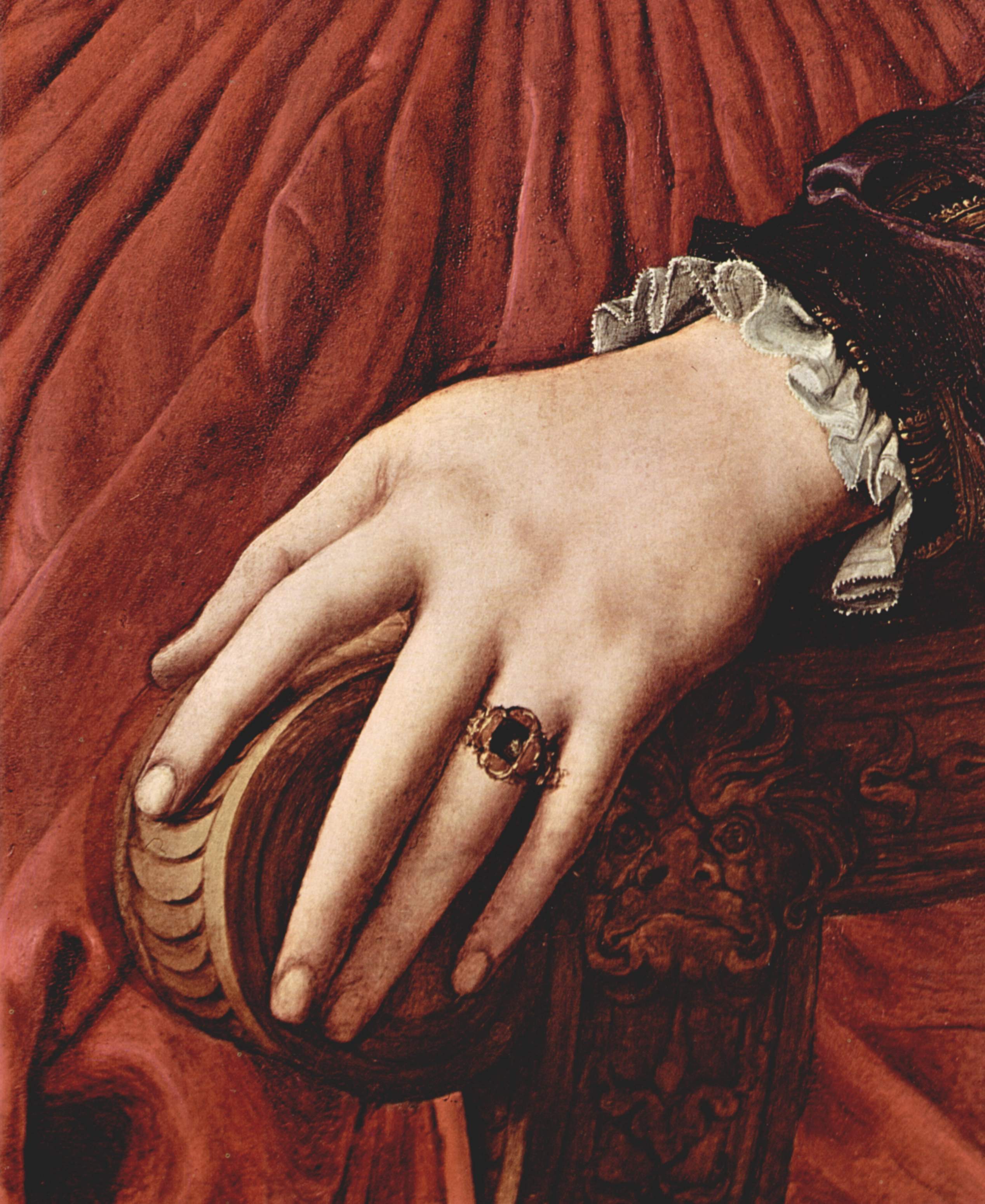
Detalle de la mano
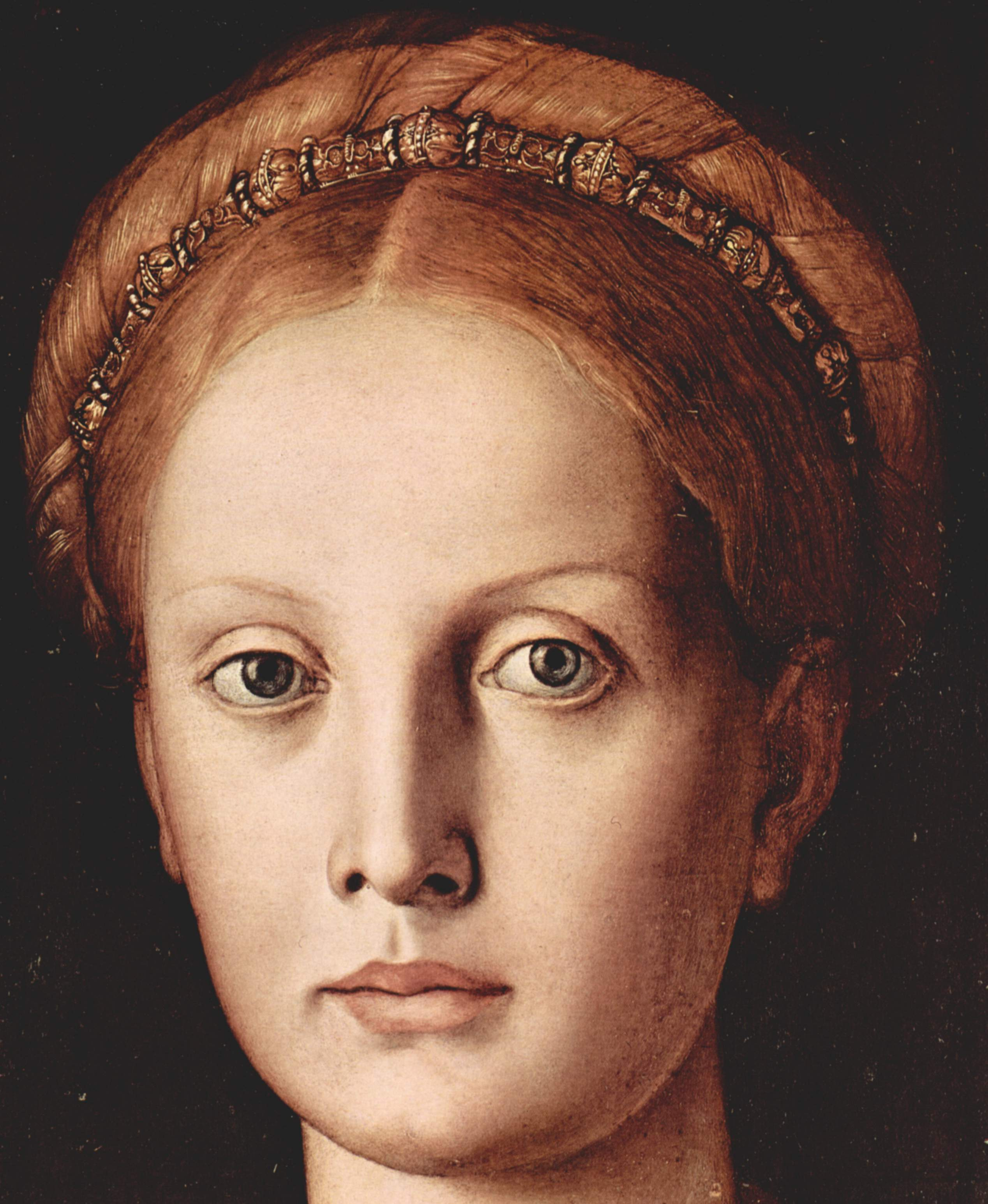
Detalle de la cara